# رایان اگولد
رایان جیمز اگولد (به انگلیسی: Ryan james Eggold) (زاده ۱۰ اوت ۱۹۸۴) بازیگر آمریکایی است . وی در سریال‌هایی چون بورلی هیلز ۹۰۲۱۰ و فهرست سیاه و فهرست سیاه: رستگاری نقش‌آفرینی کرده است.
او همچنین در سریال نیو آمستردام از شبکه ان‌بی‌سی یکی از شخصیت‌های اصلی سریال است.‌
رایان در سال ۲۰۰۲ دبیرستان خود را به پایان رسانید. در دوران دبیرستان او در تئاتر اجرا های زیادی را داشت. سپس به دانشگاه کالیفرنیای جنوبی رفته و در رشته هنر های تئاتر فارغ‌ التحصیل می‌ شود.

## بخشی از فیلم‌شناسی

### فیلم
| سال  | عنوان                  |
| ---- | ---------------------- |
| ۲۰۱۲ | به سوی تاریکی          |
| ۲۰۱۳ | خوش به حالشان          |
| ۲۰۱۴ | گم شدن الانور ریگبی    |
| ۲۰۱۴ | باشگاه مادران مجرد     |
| ۲۰۱۵ | پدران و دختران         |
| ۲۰۱۸ | بلکککلنزمن             |
| ۲۰۲۰ | هرگز به‌ندرت گاهی همیشه |

## تلویزیون
| سال         | عنوان        |
| ----------- | ------------ |
| ۲۰۰۶        | ورونیکا مارس |
| ۲۰۰۶        | جنگ در خانه  |
| ۲۰۰۶        | دارودسته     |
| ۲۰۱۱-۲۰۰۸   | ۹۰۲۱۰        |
| ۲۰۱۷-۲۰۱۳   | فهرست سیاه   |
| ۲۰۱۸-تاکنون | نیو آمستردام |

## پیوند
- رایان اگولد در بانک اطلاعات اینترنتی فیلم‌ها